# Saint-Sardos (Lot e Garonna)
Saint-Sardos è un comune francese di 361 abitanti situato nel dipartimento del Lot e Garonna nella regione della Nuova Aquitania.

## Società

### Evoluzione demografica
Abitanti censiti